# لاوي
لاوي بن يعقوب (بالعبرية: שבט לוי) هو ثالث أبناء النبي يعقوب (إسرائيل) من زوجته ليئة بنت لابان ومؤسس سبط لاوي الذي ينتمي إليه طبقة الكهنة بحسب التراث اليهودي.

## التسمية
تذكر التوراة أن ليئة سمته لأوي لأنه ثمرة مجامعتها مع يعقوب إذ أن كلمة «يلاوي» العبرية تعني مجامعة. أما الباحثون في التوراة، فيقولون أن «لاوي» تعني ببساطة «كاهن». وبرروا أصلها من اللغة الماعنية (إذ أن كلمة لاوئي الماعنية تعني كاهن) أو نسبة للناس الذين التحقوا بتابوت العهد.

## أولاد لاوي
في التوراة سفر التكوين وسفر الخروج وسفر أخبار الايام الاول ذكروا ان لاوي ثلاثة ابناء وبنت واحدة هم جرشون وقهات ومراري ويوكابد ولم يذكر اسم زوجته لكن في سفر ياشر ذكر أن لاوي تزوج من عدينة بنت يوباب بن يقطن بن عابر أم في كتاب اليوبيلات فيذكر اسم ملكة كاسم زوجة لاوي وذكر الطبري أن لاوي تزوج نابتة بنت ماري فولدت له «غرشون ومرزى ومردى وقاهث »

## سبط لاوي
بعد خروج العبرانيين من مصر، وقع الاختيار على أبناء سبط لاوي لخدمة التابوت المقدس وذلك لأنه عندما نقض بقية الشعب العهد مع الرب وصنعوا العجل الذهبي ليعبدوه، رجع اللاويون وحدهم من تلقاء أنفسهم إلى عبادة الله  وبحسب التوراة، كان عدد اللاويين الذين خرجوا من مصر 22,300 شخص. وكان اللاويين متوسطين بين الكهنة والشعب إذ سمح لهم بالاقتراب من التابوت المقدس إلا أنه لم يسمح لهم برؤيته. وكانت مهمتهم نصب وفض خيمة الاجتماع في الترحال.
في زمن داوود، كان اللاويون ينقسمون إلى أربعة أقسام: مساعدوا الكهنة، القضاة والكتبة، البوابون والموسيقيون. 6. ولما انحلت المملكة الشمالية، نزح اللاويون إلى يهوذا في الجنوب وأرشليم.

## سفر اللاويون
هو السفر الثالث في التوراة ويعتبر دليل الكهنة الذي ينظم العلاقة بين الله وشعبه. فبه يشهر طريقة تقديم الأضاحي والواجبات المترتبة على الكاهن والعابد وعن شرائع الطهر والنجس من الأطعمة والأمراض والمدنسات وشرائع يوم الكفارة وشريعة القداسة.

## قصته مع يوسف
اجتمع أخوة يوسف ليدبروا المكيدة لاخيهم، فقام احدهم باقتراح قتل يوسف ووافق الجميع عليه باستثناء لاوي الذي رفض فكرة القتل بتاتا، وطلب منهم التفكير في امر اخر لحل المشكلة دون ايذاء اخيهم، فاستقر رايهم على نفي يوسف إلى مكان بعيد عن ديارهم.
لما وافق يعقوب على ان يخرج يوسف مع اخوته بعد الحاح منهم، عهد يعقوب بيوسف إلى اخيه لاوي لثقته الشديدة فيه، لكنهم ما أن أبتعدوا عن مكان ابيهم حتى انقضوا على يوسف واشبعوه ضربا وحاولوا قتله لكن لاوي غضب منهم ومنعهم من قتله وحال دون ذلك واقترح عليهم
```
من هذا رميه في بئر بعيدة لتلتقطه إحدى القوافل التجارية، وهذا ما فعلوه.
```

## وفاته
دفن في بلدة سيلة الظهر جنوب جنين.

## إخوته
إخوته هم أولاد النبي يعقوب (إسرائيل) ويـُدعـَون بني إسرائيل وهم :
- النبي يوسف وبنيامين وأمهما : راحيل بنت لابان وهي ابنة خال يعقوب.
- رأوبين وهو أكبر أبنائه ويهوذا ولاوي وشمعون وزبولون ويساكر وبنتاً واحدة اسمها دينة وأمهم : ليئة بنت لابان وهي أخت راحيل وابنة خال يعقوب .
- دان ونفتالي وأمهما: بلهة .
- جاد وأشير وأمهما: زلفة .